# Сьюзен Певенсі
Сью́зен Пе́венсі (англ. Susan Pevensie; нар. 1928) — персонаж серії «Хроніки Нарнії», сестра Пітера, Едмунда і Люсі, двоюрідна сестра Юстеса Скрабба. Народилася в 1928 році за земним літочисленням. У Сьюзен темне волосся, зеленувато-блакитні очі. Вона ставна, сильна дівчина. Начитана, розумна, але трохи зарозуміла. Під час правління отримала прізвисько Великодушна.
Сьюзен належить Чарівний Ріг. Цей ріг подарував їй Батько Різдво разом з луком і стрілами. Зрадила Нарнію, відмовившись вірити в неї.
Фігурує в трьох книгах «Хронік Нарнії»: як дитина і один з головних персонажів — в книгах «Лев, Біла Відьма й шафа» і «Принц Каспіан»; як доросла — в книзі «Кінь і його хлопчик». Також згадується в книзі «Остання битва».

## Поява в книгах і фільмах

### Лев, Біла Відьма і шафа
Спочатку, як і Пітер з Едмундом, не вірить Люсі. Коли Едмунд говорить, що він і Люсі грали в цю країну, обурена його вчинком і разом з Пітером відвідує професора. Коли хлопці Певенсі потрапляють в Нарнію всі разом, Сьюзен, дізнавшись про арешт Тумнуса, намагається повернути всіх до Англії. Після втечі Едмунда вона винить у всьому Пітера, але коли той рятує її і Люсі від Вовка, прощає брата. Сьюзен допомогла Люсі знаходити перетворених у камінь для Аслана, також вона брала участь в закінченні Битви при Беруні. Через 15 років після коронації 27-річна Сьюзен разом з братами і сестрою повертається в Англію, в будинок професора.

### Кінь і його хлопчик
Відвідує країну Калормен, принц якої пропонує їй вийти за нього заміж, проте відхиляє пропозицію, як і пропозиції багатьох інших.

### Принц Каспіан
За покликом Чарівного рога (Рога Сьюзен) Сьюзен разом зі своїми братами і сестрою потрапляє в Нарнію, де допомагає відновити порядок.

#### Екранізація («Принц Каспіан»)
Дівчина зауважує, що юний тельмаринець небайдужий до неї. Але будучи давньою Королевою та простою англійською школяркою, вона намагається приховати симпатію до Принца, що досить погано виходить. Сьюзен розуміє, що не може залишитися з ним, їй доведеться повернутися у свій світ. Подарувавши Каспіану перший і останній поцілунок в їх житті, вона повертається до Англії. Хоча в книзі немає такого епізоду.
Саме в цій книзі вона остаточно перестає вірити в Нарнію. Легко упокорюється з тим, що вони вже цілий рік живуть в Англії. Не бачить Аслана, коли він їх кличе, втім, як і всі, крім Люсі. Але продовжує свою невіру. В одній з її розмов з Люсі, коли вони ночують біля багаття перед зустріччю з Каспіаном, вимовляє фразу, яка майже остаточно вирішує її долю:

Люсі: Але ж ти рада що ми тут?

Сьюзен: Зараз ми тут.

У підсумку, вона більше туди не повертається, оскільки більше не хоче бути там і не вірить у те, що коли-небудь туди повернеться.

### Остання битва
Сьюзен згадується в книзі «Остання битва». Сьюзен мріяла про дорогі, по тих післявоєнних часах, речі, дівчина відмовилася вірити і сподіватися, що коли-небудь потрапить у Нарнію. Також Сьюзен, намагаючись стати «дорослою», зраджує спогади про єдине в житті дитинство.
 — Моя сестра Сьюзен, — відповів Пітер коротко і суворо, — більше не друг Нарнії. 
— Так, — кивнув Юстес, — коли ви намагаєтеся поговорити з нею про Нарнію, вона відповідає: «Що за чудесна у вас пам'ять. Дивно, що ви ще думаєте про ці смішні ігри, в які грали дітьми». 
— О, Сьюзен! — Зітхнула Джил. — Вона тепер не цікавиться нічим, крім нейлонових панчіх, губної помади і запрошень у гості. Вона завжди виглядає так, ніби їй хочеться скоріше стати дорослою. 
— Дорослою, — хмикнула леді Поллі, — я б хотіла, щоб вона дійсно стала дорослою. Поки вона була школяркою, вона чекала свого теперішнього віку, і проведе все життя, намагаючись в ньому залишитися. Основна її ідея — якнайшвидше мчати до самого дурного віку у житті, а потім залишатися в ньому якомога довше.

Під час залізничної катастрофи Сьюзен втрачає братів, сестру і батьків. Її подальша доля не відома.
У листі хлопчикові Мартіну Льюїс пише:

У книзі не йдеться, що буде зі Сьюзен. Вона залишилася живою в нашому світі, встигнувши перетворитися на досить дурну, самозакохану дівчину. Однак у неї достатньо часу, щоб виправитися, і, може бути, вона зрештою потрапить-таки в країну Аслана — своїм шляхом. Думаю, навіть після всього, що вона бачила і чула в Нарнії, вона цілком могла з віком запевнити себе, що все це «нісенітниця».